# 南太平洋の若大将
『南太平洋の若大将』（みなみたいへいようのわかだいしょう）は、加山雄三主演の日本映画。若大将シリーズの第10弾。サイパン、タヒチでロケーションされた。1967年7月1日公開。東宝製作。同時上映「その人は昔」（舟木一夫、内藤洋子主演）。東宝35周年映画として製作された。

## ストーリー
遠洋航海の実習でハワイの地を踏んだ水産大学の学生・若大将こと田沼雄一（加山雄三）は鯨を捕るのが夢である。ハワイの日本料理店「京屋」でひと悶着の末に客室乗務員の澄子（星由里子）を助ける。
ある日、澄子が大学を訪れ、再会するのだが、青大将（田中邦衛）がしつこくつきまとう。やがて若大将と親しくなった「京屋」の主人（左卜全）がすき焼き屋をハワイで開店したいと、若大将の実家、東京の「田能久」を家族で訪れる。ならばと、すき焼きの料理指導のために父親の代理で、若大将は再びハワイに向かう。
再訪したハワイでは、若大将に好意を抱く「京屋」の娘・美奈子（前田美波里）と、仕事で滞在中の澄子がいた。澄子と会った若大将は自分の未来を語り、急接近。しかし、青大将の求愛に耐えられず、澄子は「タヒチの空港で地上勤務になった」と嘘の手紙を書く。
驚いた二人はタヒチに向かう。追いかけてきて、スキューバで溺れそうになった美奈子を助けた若大将は軽い潜水病になる。うなされながら澄子の名を呼び続けるのを知った美奈子は諦める。澄子は澄子で、青大将の悪知恵で若大将が美奈子を愛していると誤解して離れる。
日本武道館における日本柔道選手権試合で決勝に進んだ雄一は、オランダからの留学生ヘイスティングの巨体を活かした寝業に苦戦。美奈子から「若大将が愛しているのはあなた」と教えられ、急遽、タクシーで駆けつけた澄子の声援（実際には大観衆に紛れて気づけないが、姿が目に入った可能性はあり）に奮起し、雄一は見事優勝戦で逆転優勝。その後、誤解の溶けた雄一と澄子はヨットで二人きりになれたのだった。

## 概要
今作は、「ハワイの若大将」でロケーションを行ったハワイ・オアフ島だけでなく、当時の日本人にとって未知の島タヒチにまで足を伸ばし、さらに東京の観光スポットを映し出すなど、トラベルムービーの魅力を満載。シリーズ必須のスポーツは柔道。クライマックスでは日本武道館を借り切って、日本柔道選手権のシーンが撮影された。柔道とマリンスポーツ、硬軟併せ持つ若大将の魅力が、かつてない大型海外ロケーションで炸裂する。

## ロケ地
- ワイキキ沖
- 浅草寺前
- 赤坂プリンスホテル旧館
- 赤坂プリンスホテル プール
- 日大二高
- 首都高速1号羽田線
- 羽田空港
- 二重橋前
- 銀座四丁目交差点
- 靖国神社
- 国立競技場
- 数寄屋橋 東芝銀座ビル
- 東京タワー
- 江ノ島マリンランド
- ホノルル空港
- ホノルル ハワイアン ビレッジ
- カウアイサーフ
- ココパームスホテル
- ハナペペ渓谷
- モロカイ島ヒプアプア滝
- タヒチ空港
- パピエテ市
- ライアテア島
- 首都高速4号新宿線
- パンナム東京支店
- 日比谷公園
- 日本武道館

## スタッフ
- 製作 - 藤本真澄、神谷一夫
- 脚本 - 田波靖男
- 音楽 - 弾厚作、森岡賢一郎
- 撮影 - 永井仙吉
- 編集 - 藤井良平
- 美術 - 本多好文
- 監督 - 古沢憲吾

## キャスト
- 田沼雄一 - 加山雄三
- 田沼久太郎 - 有島一郎
- 田沼りき - 飯田蝶子
- 田沼照子 - 中真千子
- 仁科澄子 - 星由里子
- 石山新二郎 - 田中邦衛
- 江口敏 - 江原達怡
- 有田由美子 - 前田美波里
- 有田ゆき子 - 坪内美詠子
- 有田日出造 - 左卜全
- 高石教授 - 北龍二
- 松浦先輩 - 桐野洋雄
- 花谷 - 荒木保夫
- 堀田 - 草川直也
- 房子 - 浦山珠実
- 吉江 - 谷和子
- 大崎悦子 - 松原光子
- 実況アナウンサー - 渡辺謙太郎
- キティ - リンダ・ポプスティ
- デイニイ - ダイアン・ワーラー
- ヘイスティング - カール・ベンクス (在日ドイツ人建築デザイナー)

## 挿入歌
- 「タヒチの夕陽」 ※オープニングに使用された壮大な協奏曲。「クイズ・ドレミファドン」のチャレンジクイズのBGMに使用された。
- 「アロハ・ワヒネ」 ※ハワイの航海中の実習船で歌われた。
- 「君のために」 ※江の島マリンランドでのシーン&エンディングに使用された。
- 「あの娘に」 ※レスリング部のパーティで雄一が「ハワイで会った素敵な女性（実は澄子の事）をイメージして作った」と紹介。
- 「島の朝」 ※雄一がタヒチを散策するシーンに使用。
- 「信じてくれよ」 ※日比谷野外音楽堂で雄一と澄子が喧嘩をするシーンに使用。
- 「忘れさせて」（歌：前田美波里） ※シリーズ中、加山以外の出演者がソロで歌を歌うのは珍しく、他には『リオの若大将』での中尾ミエなど、ごく僅かに留まる。